# مسجد ستوكهولم
مسجد زايد بن سلطان آل نهيان (بالسويدية: Zaid Ben Sultan Al Nahayans moské)، المعروف باسم مسجد ستوكهولم (Stockholms moské) أو مسجد ستوكهولم الكبير (Stockholms stora moské)، هو أكبر مسجد في العاصمة ستوكهولم فيالسويد، افتتح المسجد عام 2000، ويدار من قبل الجمعية الإسلامية في ستوكهولم.